# Mecz Gwiazd PLK 1994
Mecz Gwiazd Polskiej Ligi Koszykówki 1994 – towarzyski mecz koszykówki rozegrany 22 kwietnia 1994 roku w Lublinie. Była to pierwsza edycja tego typu imprezy pokazowej, wzorowanej na NBA All-Star Game. W spotkaniu wzięli udział czołowi zawodnicy najwyższej klasy rozgrywkowej (I liga) w Polsce. Spotkanie gwiazd odbyło się w konwencji Północ - Południe. Przy okazji spotkania rozegrano także konkursy wsadów oraz rzutów za 3 punkty. 
Głosowanie na najlepszych zawodników zorganizował tygodnik „Basket”. Czytelnicy wypełniali, wycinali i wysyłali kupon ze swoimi typami do redakcji. Na tej podstawie wyłoniono uczestników imprezy.
W trakcie imprezy tygodnik „Basket” nagrodził najlepszego koszykarza oraz koszykarkę rozgrywek 1993/1994. Drogą głosowania czytelnicy przyznali statuetki Keithowi Williamsowi oraz Dorocie Późniak, która przyjechała do Lublina prosto ze zgrupowania kadry w Cetniewie. 
Spotkanie wygrała drużyna Południa, pokonując Północ 138–136.
- MVP – Jarosław Zyskowski
- Zwycięzca konkursu wsadów – Adam Wójcik
- Zwycięzca konkursu rzutów za 3 punkty – Igor Griszczuk

## Składy
Pogrubienie – oznacza zawodnika składu podstawowego
Trener drużyny Północy: Eugeniusz Kijewski

Trener drużyny Południa: Mieczysław Łopatka

Sędziowie: Wiesław Zych, Konrad Tomczyk, Krzysztof Kołaszewski
| Południe – 138         | Południe – 138    | Południe – 138           | Południe – 138 | 136 – Północ              | 136 – Północ      | 136 – Północ                 | 136 – Północ |
| Zawodnik               | Kraj              | Klub                     | Pkt            | Zawodnik                  | Kraj              | Klub                         | Pkt          |
| ---------------------- | ----------------- | ------------------------ | -------------- | ------------------------- | ----------------- | ---------------------------- | ------------ |
| #10 Adam Wójcik        | Polska            | ASPRO Brzeg Dolny        | 31             | #11 Tomasz Jankowski      | Polska            | Lech Batimex Poznań          | 19           |
| #15 Dominik Tomczyk    | Polska            | ASPRO Brzeg Dolny        | 17             | #9 Roman Olszewski        | Polska            | Nobiles Włocławek            | 22           |
| #4 Robert Kościuk      | Polska            | PCS Śląsk Wrocław        | 10             | #7 Chris Elzey            | Stany Zjednoczone | MKS MOS Mazowszanka Pruszków | 16           |
| #6 Keith Williams      | Stany Zjednoczone | PCS Śląsk Wrocław        | 3              | #8 Wojciech Królik        | Polska            | Polonia Warszawa             | 10           |
| #11 Mariusz Bacik      | Polska            | Stal Bobrek Bytom        | 3              | #12 Marek Sobczyński      | Polska            | MKS MOS Mazowszanka Pruszków | 10           |
| #12 Jarosław Zyskowski | Polska            | PCS Śląsk Wrocław        | 36             | #15 Aleksiej Ugriumow     | Rosja             | Nobiles Włocławek            | 21           |
| #14 Piotr Karolak      | Polska            | Agrofar AZS Lublin       | 19             | #14 Jerzy Binkowski       | Polska            | Nobiles Włocławek            | 14           |
| #13 Roman Rutkowski    | Polska            | Agrofar AZS Lublin       | 15             | #13 Igor Griszczuk        | Białoruś          | Nobiles Włocławek            | 12           |
| #5 Roman Prawica       | Polska            | OBR Stal Stalowa Wola    | 4              | #6 Gintaras Baczanskas    | Litwa             | Lech Batimex Poznań          | 6            |
| #7 Mariusz Sobacki     | Polska            | Stal Bobrek Bytom        | 0              | #5 Jarosław Dubicki       | Polska            | Pogoń Szczecin               | 4            |
| #9 Andrzej Adamek      | Polska            | Górnik Snieżka Wałbrzych | 0              | #10 Jarosław Marcinkowski | Polska            | Lech Batimex Poznań          | 2            |
| #8 Piotr Czaska        | Polska            | OBR Stal Stalowa Wola    | 0              | #4 Gvidonas Markevičius   | Litwa             | Zastal Fortum Zielona Góra   | 2            |